# Halicyclops ramirezi
Halicyclops ramirezi is een eenoogkreeftjessoort uit de familie van de Halicyclopidae. De wetenschappelijke naam van de soort is voor het eerst geldig gepubliceerd in 2007 door Menu-Marque & Sorarrain.